# Église Saint-Pierre de Compiègne
L'église Saint-Pierre des Minimes est une église catholique située dans la ville de Compiègne, en France. D'architecture romane, elle est inscrite aux Monuments historiques.

## Localisation
L'église est située dans le département français de l'Oise, sur la commune de Compiègne.

## Historique
L'église Saint-Pierre est construite au XIIe siècle pour servir d'oratoire rural aux habitants du domaine agricole de l'abbaye Saint-Corneille. C'est le plus ancien édifice de Compiègne. Au début du XVIIe siècle l'ordre des Minimes s'y installe et édifie à côté les bâtiments de leur couvent qui est occupé depuis 1791 par une école. Durant la Révolution française, le décor intérieur disparait et le mobilier est dispersé. Le clocher ainsi que la partie droite de l'église sont abattus tandis que les sculptures du portail sont détruites. Le bâtiment a été restauré en 1991-1995 et est devenu depuis un lieu d'exposition temporaire organisé par la ville
L'édifice a été inscrit au titre des monuments historiques en 1927.

## Galerie

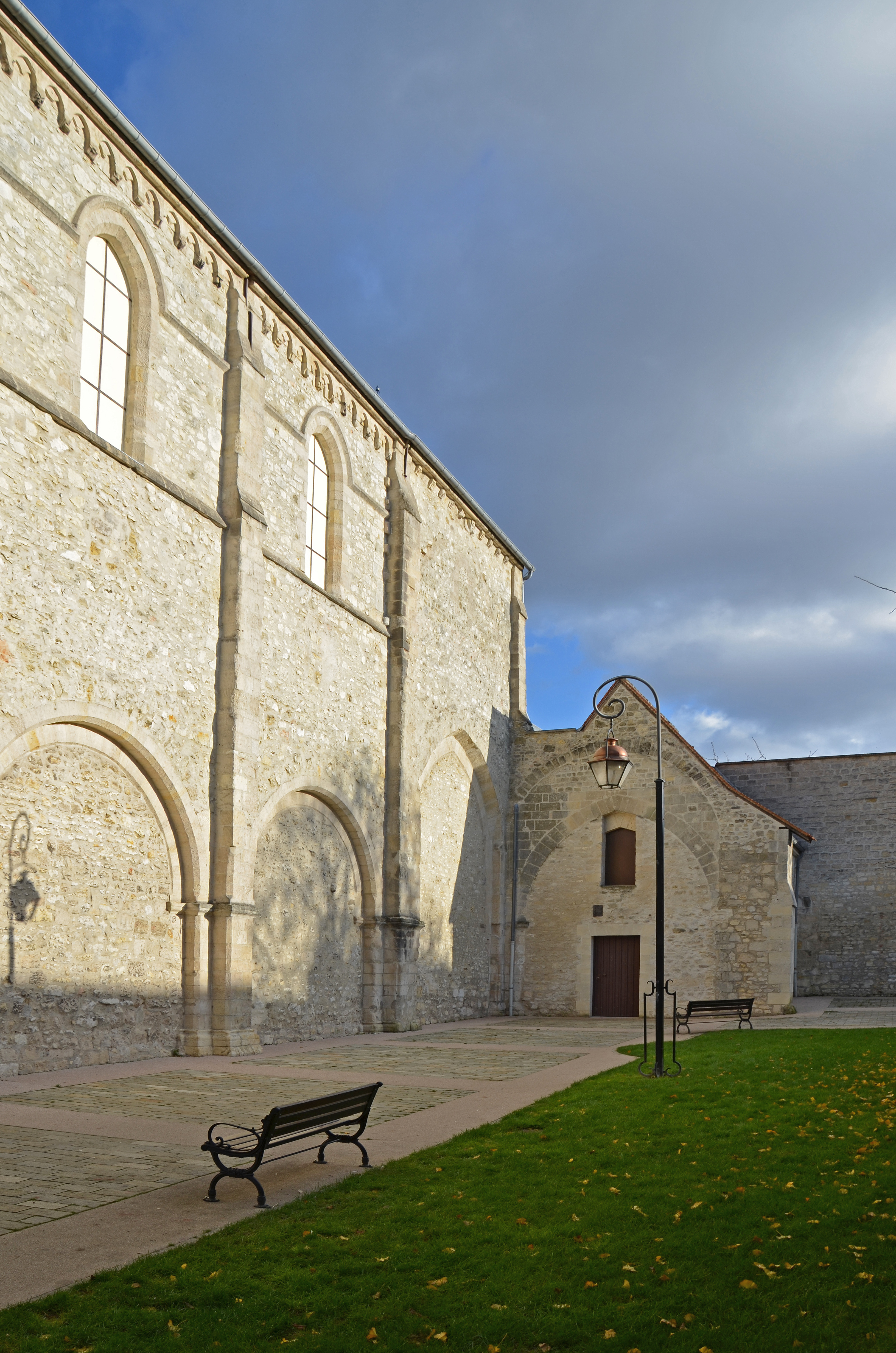
Le collatéral droit a disparu au moment de la Révolution française.
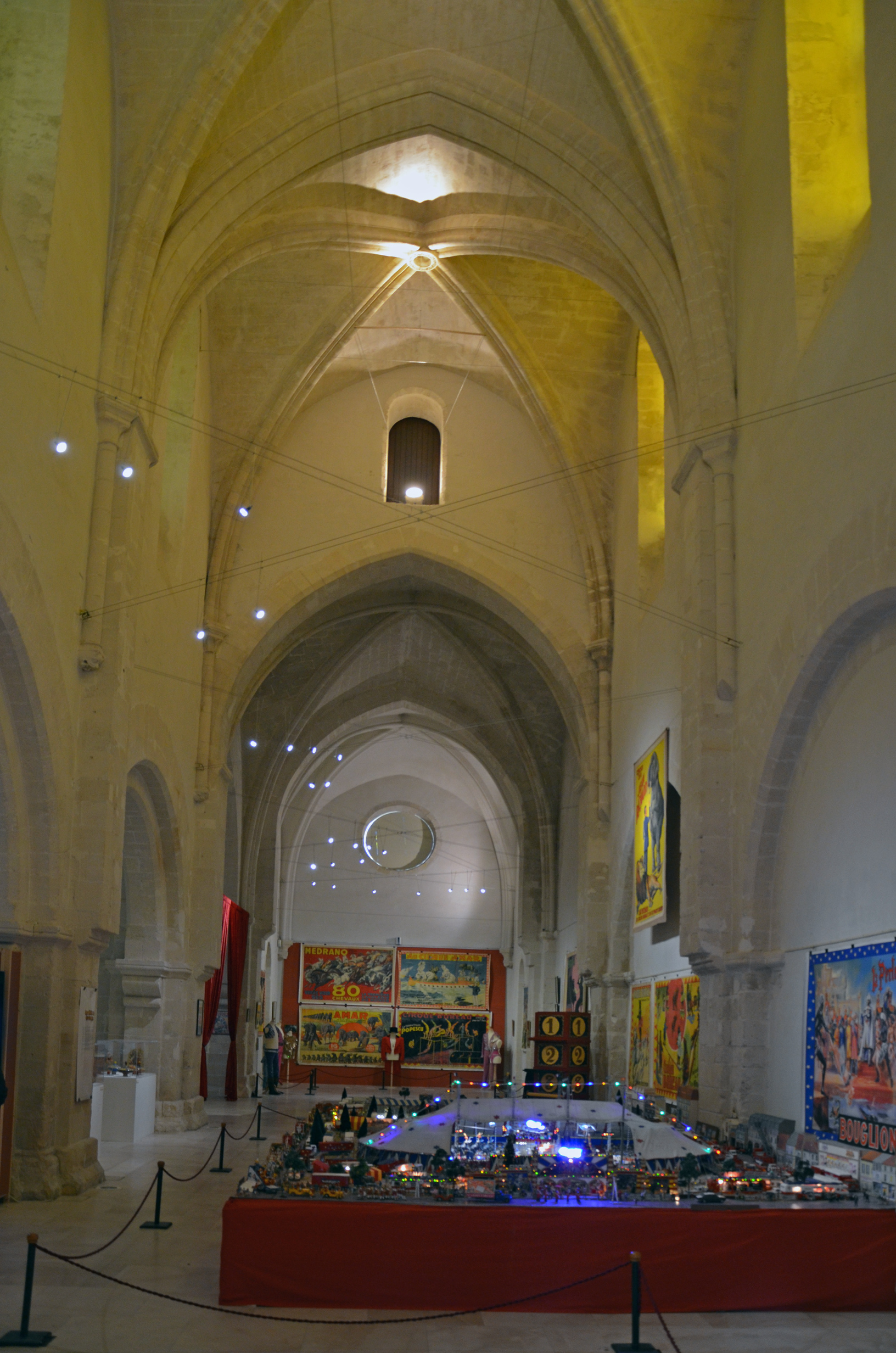
L'église est désormais utilisée pour des expositions temporaires.